# Chewing Gum (serie televisiva)
Chewing Gum è una serie televisiva britannica trasmessa dal 6 ottobre 2015 sul canale E4.
In Italia e in tutti i paesi in cui il servizio on demand Netflix è disponibile, la serie viene pubblicata dal 31 ottobre 2016.

## Trama
La serie racconta la storia di Tracey Gordon, una giovane commerciante di 24 anni, residente nel quartiere londinese di Tower Hamlets. Cresciuta in una famiglia di ultra religiosi e sapendo di essere vergine, vuole saperne di più sul mondo che la circonda e, infine, vuole iniziare a fare sesso.

## Personaggi e interpreti

### Principali
- Tracey Gordon, interpretata da Michaela Coel, doppiata da Letizia Scifoni.
- Ronald, interpretato da John MacMillan, doppiato da Emiliano Coltorti.
- Connor Jones, interpretato da Robert Lonsdale, doppiato da Gabriele Lopez.
- Cynthia, interpretata da Susan Wokoma, doppiata da Gaia Bolognesi
- Mandy, interpretata da Tanya Franks, doppiata da Tatiana Dessi.
- Candice, interpretata da Danielle Isaie, doppiata da Eleonora Reti.
- Esther, interpretata da Maggie Steed, doppiata da Paola Giannetti.
- Joy, interpretata da Shola Adewusi, doppiata da Daniela D'Angelo.

### Ricorrenti
- Kristy Raven, interpretata da Abby Rakic-Platt, doppiata da Francesca Rinaldi.
- Karley Raven, interpretata da Sarah Hoare, doppiata da Roberta De Roberto.
- Aaron, interpretato da Kadiff Kirwan, doppiato da Davide Capone.
- Dr. Mubashira, interpretato da Pal Aron, doppiato da Enrico Di Troia.
- Leisha, interpretata da Lucy Ware, doppiata da Cristina Poccardi.
- Josh, interpretato da Alex Bat, doppiato da Alessio Nissolino.
- Meisha, interpretata da Roxy Sternberg, doppiata da Perla Liberatori.
- Ola, interpretato da Olisa Odele, doppiato da Simone Veltroni.
- Sasha, interpretata da Paloma Oakenfold, doppiata da Emanuela D'Amico.
- Sebastien, interpretato da Paul Kaye, doppiato da Francesco Meoni.
- Boy Tracy, interpretato da Jonathan Livingstone, doppiato da Raffaele Proietti.
- Emma, interpretata da Sinead Matthews, doppiata da Monica Vulcano.
- Danny, interpretata da Jade Anouka, doppiata da Alessia Rubini.
- Ruth, interpretata da Jean Ellwood, doppiata da Giovanna Martinuzzi.
- Penelope, interpretata da Vera Chok.

## Episodi
| Stagione         | Episodi | Prima TV UK | Pubblicazione Italia |
| ---------------- | ------- | ----------- | -------------------- |
| Prima stagione   | 6       | 2015        | 2016                 |
| Seconda stagione | 6       | 2017        | 2017                 |

## Produzione
Nell'agosto 2014, Channel 4 annunciò che Coel doveva recitare e scrivere una nuova sitcom chiamata Chewing Gum, ispirata al suo libro Chewing Gum Dreams. La serie ha debuttato il 6 ottobre 2015 su E4.
Il 3 dicembre 2015, la serie viene rinnovata per una seconda stagione, trasmessa dal 12 al 9 febbraio 2017.
Nell'aprile del 2017, è stato annunciato da Channel 4 che la serie non sarebbe tornata per una terza stagione. Tuttavia, nel novembre 2017, Coel ha dichiarato tramite Twitter che intendeva creare una terza stagione in futuro.